# Tararua puna
Tararua puna là một loài nhện trong họ Agelenidae.
Loài này thuộc chi Tararua. Tararua puna được miêu tả năm 1973 bởi Raymond Robert Forster & Wilton.